# Dagaz

Dagaz

Dagaz (ᛞ) ist die dreiundzwanzigste Rune des älteren Futhark mit dem Lautwert d und fehlt im altnordischen Runenalphabet.
Der rekonstruierte urgermanische Name bedeutet „Tag“. Er erscheint in den Runengedichten als altenglisch dæg bzw. gotisch daaz.

## Zeichenkodierung
| Unicode Codepoint | U+16DE                    |
| Unicode-Name      | RUNIC LETTER DAGAZ DAEG D |
| HTML              | &#5854;                   |
| Zeichen           | ᛞ                         |